# 周时昌
周时昌（1942年10月—），福建同安人。1976年7月加入中国共产党，厦门大学毕业。历任湖南省郴县副县长，中共郴州地委副书记、行署专员、地委书记，湖南省人民政府副省长等职。2003年1月当选第十届湖南省人民代表大会常务委员会副主任，2008年1月卸任，2010年2月正式退休。